# Filippico Bardane
Filippico, il cui nome originale era Bardane (in greco Φιλιππικός Βαρδάνης?; ... – 713), è stato un imperatore e generale bizantino che governò dal 711 fino al 3 giugno 713.

## Biografia
Gli è spesso attribuita dagli storici un'origine armena, sulla base del suo nome (forma ellenizzata di "Vardan"). Il genealogista Christian Settipani lo collega addirittura alla famiglia Mamikonian, attraverso suo padre Niceforo, patrizio nel 668. I cronisti Teofane e Michele il Siro lo presentano come un uomo colto ed eloquente (il primo è anche indignato dal contrasto tra l'intelligenza dei suoi discorsi e l'indegnità delle sue azioni).
Figlio del patrizio Niceforo, in precedenza era stato ufficiale di Giustiniano II; nel 702/703 l'Imperatore Tiberio III lo esiliò a Cefalonia in quanto aveva sognato di diventare imperatore e quindi lo vedeva come una minaccia. Quando, nel 711, Giustiniano II inviò una spedizione punitiva contro Cherson, luogo dove era stato esiliato, la popolazione di Cherson si rivoltò e anche l'esiliato Filippico e lo spathiaros Elia; la popolazione ribelle proclamò Filippico imperatore.Giustiniano II inviò quindi una flotta per sedare la rivolta ma la spedizione fallì e i soldati, timorosi dell'ira dell'Imperatore passarono dalla parte dei ribelli e riconobbero Filippico come loro Imperatore; questi, con l'appoggio dell'esercito e dei Cazari, marciò in direzione di Costantinopoli e uccise Giustiniano II. La popolazione di Costantinopoli ed il Senato lo proclamarono così nuovo imperatore.
Una volta saputo che l'usurpatore si stava dirigendo verso la capitale, Giustiniano tornò repentinamente indietro. Quando arrivò sulla riva asiatica del Bosforo, Filippico e Mauro erano già entrati a Costantinopoli. Fecero giustiziare i principali ministri di Giustiniano II e uccisero il suo figlioletto Tiberio, strappandolo dall'altare della chiesa delle Blacherne, nonostante le suppliche della madre Teodora. Fecero sbarcare degli uomini davanti al campo di Giustiniano presso Calcedonia, e questi riuscirono a catturare e a decapitare il deposto imperatore. La testa fu inviata a Filippico, che la fece spedire a Ravenna e a Roma.

### Regno

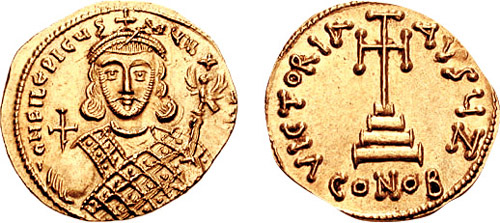
Solido di Filippico.

Come molti Armeni, Bardane era favorevole al monotelismo, una dottrina creata per riconciliare la Chiesa Ortodossa con i monofisiti, ma condannata come eretica dal sesto Concilio ecumenico del 680. Nel gennaio del 712, depose il patriarca Ciro e lo sostituì con Giovanni VI, favorevole alla teoria monotelita. Si organizzò così un concilio solamente bizantino che annullò quello del 680 e impose il monotelismo come dottrina ufficiale dell'Impero; la maggioranza dei vescovi, tra cui il futuro patriarca Germano, allora metropolita di Cizico, si sottomisero alla decisione dell'imperatore e del patriarca Giovanni. Questa delibera incrinò i rapporti con il papa: quando il risultato del concilio fu annunciato a Roma, i rappresentanti dell'imperatore furono espulsi dalla città. Durante il breve regno di Filippico, si notano le prime tendenze iconoclaste, con la distruzione di un dipinto del palazzo imperiale rappresentante il sesto Concilio ecumenico e con la rimozione di un'iscrizione commemorativa posta davanti al palazzo; al suo posto venne messa un'effigie dell'imperatore e una del patriarca Sergio, fervente monotelita. Analogamente, più tardi, gli imperatori iconoclasti rimuovevano le immagini di natura religiosa, ma davano massima pubblicità ai ritratti dell'imperatore. Alla rimozione della rappresentazione del sesto Concilio ecumenico dal palazzo imperiale di Costantinopoli, il papa rispose facendo portare nella chiesa di San Pietro immagini che rappresentavano tutti e sei i concili. Così, poco prima dello scoppio della controversa iconoclasta, si svolse tra l'imperatore e il papa una lotta in cui l'immagine era il mezzo della contesa e la posizione delle due parti si esprimeva attraverso l'accettazione o il rifiuto di determinate rappresentazioni iconografiche.
Nel 712, le truppe arabe, comandate da Maslama ibn Abd al-Malik, penetrarono molto profondamente in Asia Minore, saccheggiando Amasea, nel tema armeno, e Misthia, in quello anatolico: passarono l'inverno in Anatolia e nella primavera seguente distrussero per sempre la città di Antiochia di Pisidia. Intanto, i Bulgari del khan Tervel, che voleva vendicare il suo antico alleato Giustiniano II, irruppero in Tracia, avanzando fino alle mura di Costantinopoli e distruggendo i dintorni della capitale, dove le più ricche famiglie bizantine solevano passare l'estate. Fu incaricato di contrastare le truppe bulgare Giorgio Burafo, stratego del tema di Opsikion.
Giorgio, alleatosi con un patrizio di nome Teodoro Myakios, prese la decisione di porre fine al regno di Filippico. Il 3 giugno, alla vigilia della Pentecoste, inviò a Costantinopoli un reggimento comandato dal suo ufficiale Rufo. I suoi uomini trovarono Filippico mentre si riposava, così lo rapirono e lo condussero all'Ippodromo, dove lo accecarono. Secondo le tradizioni bizantine e orientali, le mutilazioni impedivano a una persona di regnare. Probabilmente l'intento di queste azioni era di far incoronare imperatore Giorgio Burafo, ma i cospiratori persero il controllo della situazione, e il giorno seguente fu il protasekretis Artemio a essere proclamato basileus da una folla raccolta a Santa Sofia, con il nome di Anastasio II. Quest'ultimo fece punire i congiurati con la legge del taglione, secondo i dettami della Bibbia, e fece portare Filippico al monastero dei Dalmati, dove sarebbe morto all'inizio del 714.